# Вултуру (комуна, Вранча)
Вултуру (рум. Vulturu) — комуна у повіті Вранча в Румунії. До складу комуни входять такі села (дані про населення за 2002 рік):
- Боцирлеу (1229 осіб)
- Ваду-Рошка (1170 осіб)
- Вултуру (4174 особи)
- Малурі (696 осіб)
- Хингулешть (1269 осіб)

Комуна розташована на відстані 167 км на північний схід від Бухареста, 20 км на південний схід від Фокшан, 52 км на північний захід від Галаца, 140 км на схід від Брашова.

## Населення
За даними перепису населення 2002 року у комуні проживали 8538 осіб.
Національний склад населення комуни:
| Національність | Кількість осіб | Відсоток |
| -------------- | -------------- | -------- |
| румуни         | 8326           | 97,5%    |
| цигани         | 211            | 2,5%     |

Рідною мовою назвали:
| Мова      | Кількість осіб | Відсоток |
| --------- | -------------- | -------- |
| румунська | 8537           | > 99,9%  |

Склад населення комуни за віросповіданням:
| Релігія       | Кількість осіб | Відсоток |
| ------------- | -------------- | -------- |
| православні   | 8477           | 99,3%    |
| п'ятдесятники | 28             | 0,3%     |
| лютерани      | 8              | 0,1%     |
| бретрени      | 4              | < 0,1%   |
| римо-католики | 1              | < 0,1%   |
| адвентисти    | 1              | < 0,1%   |

## Зовнішні посилання
- Дані про комуну Вултуру на сайті Ghidul Primăriilor [Архівовано 26 січня 2013 у Wayback Machine.]